# HTR5A
HTR5A (англ. 5-hydroxytryptamine receptor 5A) – білок, який кодується однойменним геном, розташованим у людей на короткому плечі 7-ї хромосоми. Довжина поліпептидного ланцюга білка становить 357 амінокислот, а молекулярна маса — 40 255.
| 10         |  | 20         |  | 30         |  | 40         |  | 50         |
| ---------- |  | ---------- |  | ---------- |  | ---------- |  | ---------- |
| MDLPVNLTSF |  | SLSTPSPLET |  | NHSLGKDDLR |  | PSSPLLSVFG |  | VLILTLLGFL |
| VAATFAWNLL |  | VLATILRVRT |  | FHRVPHNLVA |  | SMAVSDVLVA |  | ALVMPLSLVH |
| ELSGRRWQLG |  | RRLCQLWIAC |  | DVLCCTASIW |  | NVTAIALDRY |  | WSITRHMEYT |
| LRTRKCVSNV |  | MIALTWALSA |  | VISLAPLLFG |  | WGETYSEGSE |  | ECQVSREPSY |
| AVFSTVGAFY |  | LPLCVVLFVY |  | WKIYKAAKFR |  | VGSRKTNSVS |  | PISEAVEVKD |
| SAKQPQMVFT |  | VRHATVTFQP |  | EGDTWREQKE |  | QRAALMVGIL |  | IGVFVLCWIP |
| FFLTELISPL |  | CSCDIPAIWK |  | SIFLWLGYSN |  | SFFNPLIYTA |  | FNKNYNSAFK |
| NFFSRQH    |  |            |  |            |  |            |  |            |

A: Аланін

C: Цистеїн

D: Аспарагінова кислота

E: Глутамінова кислота

F: Фенілаланін

G: Гліцин

H: Гістидин

I: Ізолейцин

K: Лізин

L: Лейцин

M: Метіонін

N: Аспарагін

P: Пролін

Q: Глутамін

R: Аргінін

S: Серин

T: Треонін

V: Валін

W: Триптофан

Кодований геном білок за функціями належить до рецепторів, g-білокспряжених рецепторів, білків внутрішньоклітинного сигналінгу. 
Локалізований у клітинній мембрані, мембрані.